# فيرنون براون
فيرنون براون (بالإنجليزية: Vernon Brown)‏ هو عازف جاز أمريكي، ولد في 6 يناير 1907 في فينيس في الولايات المتحدة، وتوفي في 18 مايو 1979 في لوس أنجلوس في الولايات المتحدة.

## وصلات خارجية
- فيرنون براون على موقع ميوزك برينز (الإنجليزية)
- فيرنون براون على موقع أول ميوزيك (الإنجليزية)
- فيرنون براون على موقع ديسكوغز (الإنجليزية)